# Совигуиди, Эрик
Эрик Совигуиди (итал. Eric Soviguidi; род. 31 марта 1971, Абомей, Бенин) — бенинский прелат и ватиканский дипломат. Постоянный наблюдатель Святого Престола при ЮНЕСКО с 30 ноября 2021 по 15 августа 2025. Титулярный архиепископ Черенцы с 15 августа 2025. Апостольский нунций в Буркина-Фасо с 15 августа 2025.